# Coyomeapan
Coyomeapan är en kommun i Mexiko.   Den ligger i delstaten Puebla, i den sydöstra delen av landet, 260 km sydost om huvudstaden Mexico City.
Följande samhällen finns i Coyomeapan:
- Tlixco
- San Juan Cuautla
- Segunda Sección
- Tepoxtla
- Ahuatla
- Matlahuacala
- Tequitlale
- Tepepa de Zaragoza
- Cuarta Sección
- Cuitzala
- Huilulco
- Xochitlalpa
- Ixtláhuac
- Xocotla
- Ixtacxochitla
- Yerba Santa
- Xomapa
- San Marcos Tlaltlalkilotl
- Bella Vista
- Zayoyojca
- Yohuajca
- Caxalli
- San Gabriel Vista Hermosa
- Xochiapa
- Tequixtepec de Juárez
- Morelos
- Aticpac
- Tecuantiopa
- Xaltilica
- San Pedro Tepeyac